# 满艳玲
满艳玲（1972年11月9日—），中国足球运动员，中国国家女子足球队成员，司职后卫。她曾参加1995年女子世界杯足球赛和1999年女子世界杯足球赛，其中在1999年世界杯中获得亚军。